# Az éneklő detektív (film)
Az éneklő detektív (eredeti cím: The Singing Detective) 2003-ban bemutatott amerikai filmvígjáték, melyet Keith Gordon rendezett. A forgatókönyvet Dennis Potter brit drámaíró írta, 1980-as években bemutatott, azonos című BBC minisorozata alapján. A vígjáték producerei közt található Mel Gibson. A főbb szerepekben Robert Downey Jr., Katie Holmes, Adrien Brody, Robin Wright Penn, Mel Gibson és Carla Gugino látható.
A filmet 2003-ban mutatták be az Amerikai Egyesült Államokban.

## Cselekmény
Dan Dark, ócska ponyvaregények szerzője, súlyos bőrbetegségben szenved. Bár orvosai segíteni próbálnak rajta, a férfiban egyre erősebb a düh, mind maga, mind a környezete iránt. A problémát súlyosbítja, hogy kényszerképzeteiben összemosódik álom és valóság, összekeveredik saját jelene és múltja, valamint detektívregényeinek eseményei. Nem tudni ki kivel áll kapcsolatban, ki kinek az életére tör és Dan Dark lassan beleőrül a saját maga generálta lidércnyomásba. Anyja egy krimi áldozata lesz, akinek csábítója később az író feleségének szeretőjévé válik, önmaga pedig az éneklő detektívvé, akinek mindig nyomában van két bérgyilkos. Végül Dr. Gibbonnal sikerül Dan Dark-ot vissza hozni a valós világba.

## Szereplők
| Színész           | Szerep                   | Magyar hang    |
| ----------------- | ------------------------ | -------------- |
| Robert Downey Jr. | Dan Dark                 | Kőszegi Ákos   |
| David Dorfman     | Dan Dark fiatalon        |                |
| Robin Wright Penn | Nicola / Nina / Szőke    | Ullmann Zsuzsa |
| Jeremy Northam    | Mark Binney              | Rosta Sándor   |
| Katie Holmes      | Mills nővér              | Szabó Gertrúd  |
| Mel Gibson        | Dr. Gibbon               | Konrád Antal   |
| Adrien Brody      | gengszter                | Kaszás Gergő   |
| Jon Polito        | gengszter                | Pálfai Péter   |
| Carla Gugino      | Betty Dark / prostituált | Ruttkay Laura  |
| Saul Rubinek      | bőrspecialista           | Bognár Zsolt   |
| Alfre Woodard     | személyzeti vezető       | Pálfi Kata     |
| Amy Aquino        | Nozhki nővér             |                |
| Eddie Jones       | pultos                   |                |